# Dirty Toy Company
Dirty Toy Company is een Belgische rockband, opgericht in 2011.
In 2011 leerden Remco Geerens en Wouter Vandommele elkaar kennen via een gemeenschappelijke vriend. Datzelfde jaar nog begonnen ze elke week met het spelen van covers. In eerste instantie had Geerens als naam voor de band de afkorting DTC in gedachte, maar later werd voor de volledige naam Dirty Toy Company gekozen.
In 2014 kwam Jonas De Graef als zanger bij de band en werd begonnen met het schrijven van eigen nummers.
In 2018 bracht de band de eerste ep Stand and Fight uit. In 2020 en 2021 werden nog drie singles uitgebracht.